# Museo del Sexo
El Museo del Sexo, también conocido como MoSex, está ubicado en el 233 de la Quinta Avenida, cerca de la calle 27 en Manhattan, Nueva York (Estados Unidos), en las coordenadas -34.48251, -58.5741. Se inauguró el 5 de octubre de 2002.

## Historia

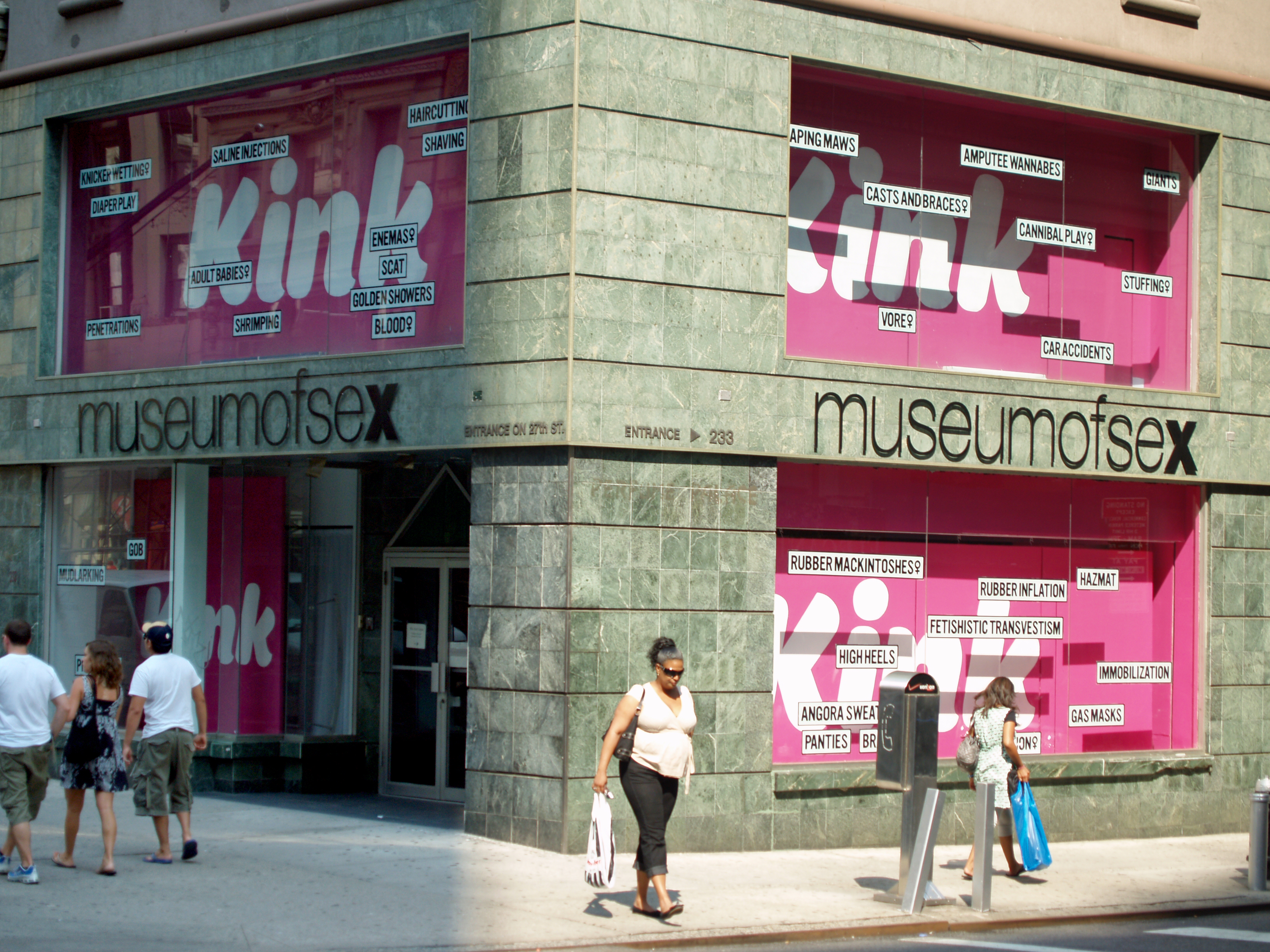
The Museum of Sex

Su fundador, Daniel Gluck, quería empezar un museo dedicado a "la importancia de la historia, evolución y cultura de la sexualidad humana". La misión oficial del Museo del Sexo es "preservar y presentar la historia, evolución, y la importancia cultural de los derechos humanos la sexualidad. En sus exposiciones, programas y publicaciones, el Museo del Sexo se ha comprometido a abrir el discurso y el intercambio, y poner a disposición del público lo mejor en la academia actual". El museo se centra en una variedad de preferencias sexuales y subculturas, incluyendo la historia de gays y lesbianas y el erotismo, BDSM, la pornografía y la prostitución. Las exposiciones del museo se presentan en un formato educativo, que a veces cuentan con contenido explícito. Debido a esto, los visitantes deben tener 18 años o más.
Mientras que Gluck estaba planeando el museo, la Universidad Autónoma del Estado de Nueva York rechazó su solicitud sin fines de lucro, objetando que la idea de un "museo del sexo" sería "una burla" del concepto de los museos. Debido a esto, Gluck optó por no aceptar el financiamiento de la industria de la pornografía. La cuota de admisión era inicialmente de $17 dólares, aunque desde entonces se ha reducido a 16,75. 
A diferencia de las restricciones impuestas a locales de entretenimiento para adultos de Nueva York, las autoridades municipales permitieron que el museo se encuentre a menos de 500 metros de una iglesia o escuela. Antes de que el museo abriera sus puertas al público, William Donohue, de la Liga Católica por los Derechos Religiosos y Civiles en los Estados Unidos, lo calificó como un "museo de carbón" por escrito:

"Si los funcionarios del museo eran honestos, incluirían una cámara de la muerte que reconozca todas las enfermedades miserables que la promiscuidad ha causado. Y le darían el debido reconocimiento al papel que ha jugado la promiscuidad en la creación de la pobreza. Pero en vez de eso podemos mirar el museo para celebrar el sexo en público".

Desde su apertura, el Museo se ha enfrentado a la oposición de los funcionarios religiosos, e incluso organizó un evento titulado "La fe en látex", que reunió a líderes de la Iglesia católica, pentecostal, episcopales, budistas y religiones judías.
En 2009, el museo comenzó un proyecto de expansión moviendo su entrada desde la calle 27 hasta la Quinta Avenida. El museo también duplicó los metros cuadrados de su almacén y aumentó el tamaño del museo de una sola planta, así como adicionó una galería anexa. Además, se amplió con un café afrodisíaco-temático y con espacio en la galería adicional.